# Adalberone II di Ebersberg
Adalberone II di Ebersberg (980/985 – castello di Persenbeug, 27 marzo 1045) della stirpe dei Sigeardingi, fu conte di Ebersberg dal 1029 alla morte.

## Biografia
Era il figlio maggiore del conte Ulrico di Ebersberg († 1029) e Richardis di Viehbach, figlia del conte Markwart II di Viehbach della stirpe degli Eppenstein.
Ricevette il canonicato di Ebersberg, che convertì in monastero benedettino intorno al 1040. Nel 1040 cedette il suo feudo imperiale Benediktbeuern all'omonimo monastero di nuova fondazione.
Adalberone era sposato con Richlinde († 1045), unica figlia del conte della stirpe Welfen Rodolfo II di Altdorf e dell'Ita di Svevia, figlia del duca corradinide Corrado I. I conti di Ebersberg si estinsero con Adalberone II.
La corte itinerante di Enrico III si era fermata presso la contessa Richlinde di Ebersberg al castello di Persenbeug, che si trovava di fronte al compito di distribuire l'eredità del marito recentemente deceduto. Durante un lungo banchetto tenuto dalla padrona di casa, una colonna portante sotto la sala dei banchetti si ruppe e fece crollare l'intero pavimento. Il re fu leggermente ferito, ma la padrona di casa, il vescovo di Würzburg e cugino dell'imperatore Corrado II Bruno e l'abate Altmann dell'abbazia di Ebersberg furono feriti così gravemente che non sopravvissero nei giorni successivi.